# Aegir (měsíc)
Aegir (vyslovováno /ˈaɪ.ɪər/) je malý měsíc planety Saturn. Jeho objev byl oznámen 4. května 2005 vědeckým týmem, jehož členy jsou Scott S. Sheppard, David C. Jewitt, Jan Kleyna a Brian G. Marsden. Nalezen byl během pozorování provedených mezi 12. prosincem 2004 a 11. březnem 2005. Po svém objevu dostal dočasné označení S/2004 S 10. V dubnu 2007 byl nazván po obru Ægirovi z norské mytologie, který mírní bouře, personifikaci klidných moří. Dalším jeho názvem je Saturn XXXVI.
Aegir patří do skupiny Saturnových měsíců nazvaných Norové.

## Vzhled měsíce
Předpokládá se, že průměr měsíce Aegir je přibližně 6 kilometrů (odvozeno z jeho albeda).

## Oběžná dráha
Aegir obíhá Saturn po retrográdní dráze v průměrné vzdálenosti 19,6 milionů kilometrů. Oběžná doba je 1025,9 dní.